# 荒地
荒地（あれち）は、雑草や低木などが生い茂る不利用地。または、自然状態で、充分な植物群落が発達しないような場所である。

## 不利用地
一般に水害や旱魃の被害を受けやすい、風が強く風害にさらされる、地すべり地帯である、土壌が極端に痩せているなどの理由で一般的な土地利用に適さない場所に多く見られるほか、廃村や廃鉱（とくに露天掘り跡やズリ山・ボタ山など）、開発計画が頓挫した結果放置されている土地も荒地と呼ばれる。

## 自然地
また、自然状態で充分な植物群落が発達しないような場所のことをこう呼ぶ場合もある。気候的に植物群落が成立しにくい砂漠やツンドラをこう呼ぶことは少ないが、気候的にはより穏やかな地域でも、塩害や土壌等の関係で植物群落が貧弱になる場合がある。たとえば石灰岩地域や蛇紋岩地域などである。

## 関連項目

国土地理院地形図の｢荒地｣は、雑草などが生えている場所(湿地や沼地なども含む)のこと。地図記号は草が生えている様子に由来。